# Stictophaula micra
Stictophaula micra är en insektsart som beskrevs av Morgan Hebard 1922. Stictophaula micra ingår i släktet Stictophaula och familjen vårtbitare. Inga underarter finns listade i Catalogue of Life.